# Haverfordwest
Haverfordwest (walisisch: Hwlffordd) ist ein Ort mit Marktrecht im Südwesten von Wales und seit der Dyfed-Reorganisierung von 1996 der Verwaltungssitz der Grafschaft Pembrokeshire.
Die Stadt ist Zentrum der landwirtschaftlich geprägten Umgebung sowie Fremdenverkehrsort in der Nähe des Pembrokeshire-Coast-Nationalparks. An der A40 gelegen bildet Haverfordwest einen wichtigen Verkehrsknotenpunkt zwischen umliegenden Ortschaften wie Milford Haven, Pembroke Dock und Fishguard.
Das Haverfordwest Aerodrome (IATA-Flughafencode: HAW, ICAO-Code: EGFE) (auch Withybush Aerodrome), liegt knapp vier Kilometer nördlich von Haverfordwest. Der Flugplatz entstand während des Zweiten Weltkriegs als Militärflugplatz der Royal Air Force, siehe unten.

## Geschichte
Haverfordwest liegt am tief ins Landesinnere eingegrabenen Mündungstrichter der Cleddau, der an dieser Stelle noch von den Gezeiten beeinflusst wird. Es ist vorstellbar, dass der Ort wegen seiner offensichtlichen strategischen Bedeutung schon in früher Zeit besiedelt wurde. Allerdings gibt es für die Zeit vor dem 12. Jahrhundert weder archäologische noch schriftliche Zeugnisse dafür. Die erste normannische Burg wurde um 1110 von Tancred, einem flämischen Marcher Lord, gebaut. Die Burg sicherte den Handelsweg nach Irland und schützte lokale englische und flämische Kolonisten.
Die Stadt wuchs erstaunlich schnell, anfänglich um das Schloss und die Kirche St. Martin herum – diese Ansiedlung wird Castletown genannt – und expandierte in der Folgezeit in das Gebiet der heutigen High Street. Aufgrund dieser Entwicklung wurde die Ortschaft schon nach kurzer Zeit Hauptstadt der englischen Kolonie Roose (Teil von Little England beyond Wales). Gleichzeitig avancierte sie aufgrund ihrer zentralen Lage zum Handelszentrum des westlichen Dyfed, das sie bis heute geblieben ist.
Das Wachstum von Haverfordwest war in der Zeit bis etwa 1300 genauso rasant wie das anderer britischer Städte und seine Größe war etwa die gleiche wie Anfang des 19. Jahrhunderts. Wahrscheinlich lebten 4000 bis 5000 Menschen in der Stadt, zu damaliger Zeit eine beachtliche Anzahl.
Die erste „Marcher Charter“ erhielt Haverfordwest zwischen 1213 und 1219 von William Marshal, 1. Earl of Pembroke, verbunden mit den lukrativen Handelsprivilegien einer englischen Stadtgemeinde. Die Stadt betrieb sowohl See- als auch Landhandel und hatte einen geschäftigen, dem Einfluss der Gezeiten unterliegenden Kai unterhalb der Neuen Brücke. Es gab mindestens zehn Innungen in der Stadt sowie eine bedeutende Textilfabrikation.
Am 30. April 1479 wurde Haverfordwest durch Eduard, Prince of Wales, zu einem „county corporate“, mit dem Ziel, gegen die lokale Piraterie vorzugehen. Es teilte diesen Rang nur mit Carmarthen sowie einigen Städten in England und blieb bis zur Auflösung der Stadtgemeinde 1974 auch offiziell „The Town and County of Haverfordwest“.
Wie andere große Städte in Europa wurde auch Haverfordwest 1348 hart durch die Pest getroffen. In der Folge reduzierte sich die Einwohnerschaft möglicherweise um mehr als 50 %, und auch der Handel verringerte sich entsprechend. Große Teile der Stadt wurden aufgegeben, und erst in der Tudorzeit setzte wieder eine allmähliche Erholung ein. Am Ende des 17. Jahrhunderts war Haverfordwest bedeutend kleiner als um 1300. 1405 wurde die Stadt auch noch von den französischen Verbündeten Owain Glyndŵrs niedergebrannt.

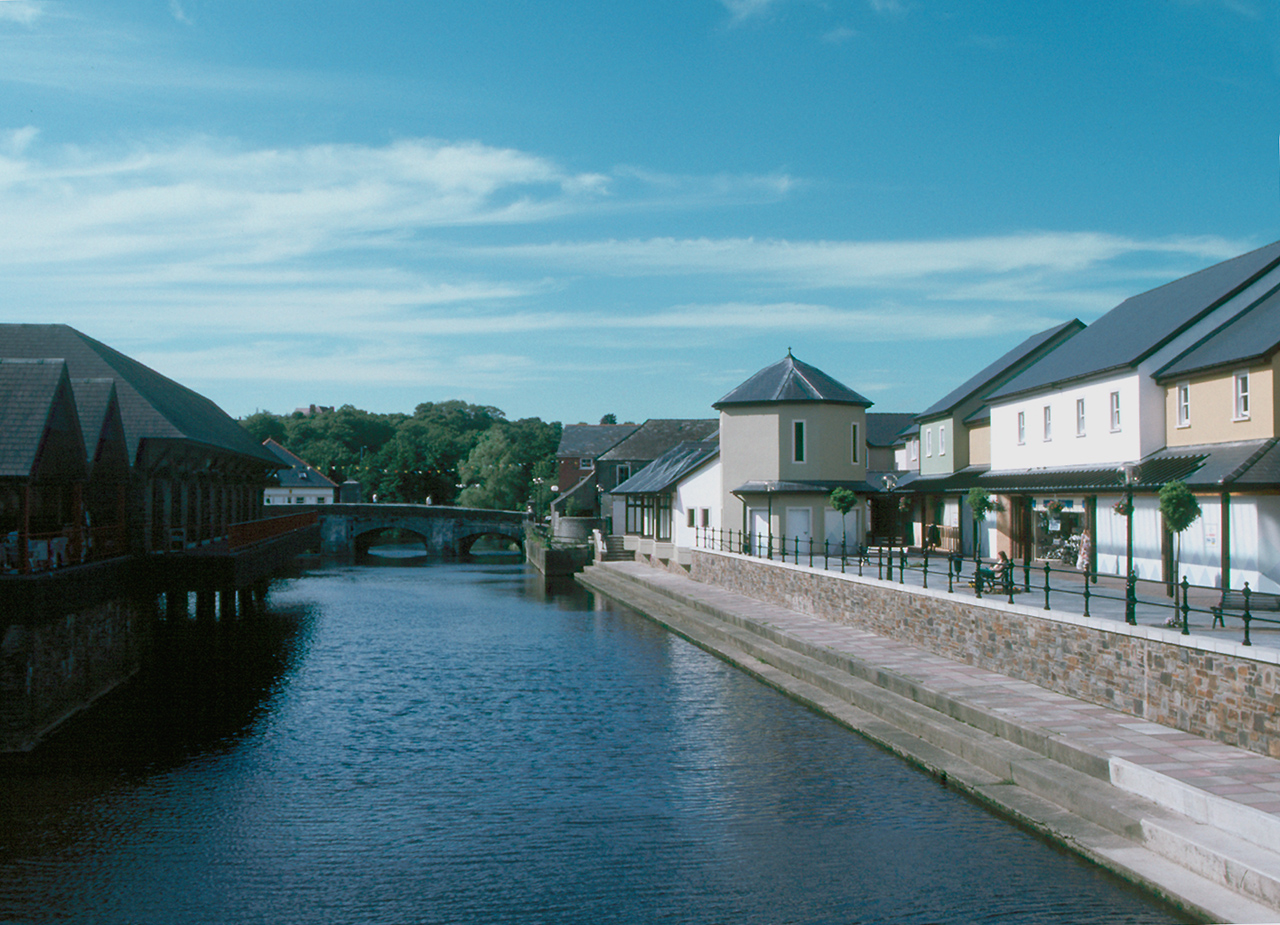
Haverfordwest – Kai unterhalb der Old Bridge

Während des Englischen Bürgerkrieges unterstützten die Bürger der Stadtgemeinde das Parlament, der herrschende Adel jedoch die Royalisten. Infolgedessen gab es beträchtliche Konflikte, und die Stadt wechselte in der Folge fünfmal die Fahne. In den Jahren 1644/45, wurde die Burg teilweise geschleift. Wenig später verlor die Stadt auch die aus der maritimen Wirtschaft resultierende Prosperität an Milford Haven mit seinem Tiefwasserhafen.

### RAF Haverfordwest
Die Royal Air Force Station Haverfordwest, kurz RAF Haverfordwest war zwischen 1943 und 1945 ein Stützpunkt des RAF Coastal Commands. Sie war damals mit drei befestigten Start- und Landebahnen ausgerüstet, von denen der heutige zivile Flugplatz jedoch nur noch zwei betreibt. Die RAF nutzte die Basis insbesondere als Schulflugplatz.
Mit RAF Templeton befand sich 15 km südöstlich von 1942 bis 1945 ein weiterer Coastal Command Stützpunkt, die heute nach wie vor militärisch genutzte Templeton Dry Training Area.

## Stadtbild
Heute herrscht in Haverfordwest die Atmosphäre eines kleinen Marktfleckens. Das vernachlässigte Ufergebiet wurde inzwischen saniert, und die Bridge Street bleibt Fußgängern vorbehalten, alles in allem eine angenehme Atmosphäre für den Stadtbummel.
Im Zentrum vermittelt der Ort immer noch den Eindruck einer bedeutenden mittelalterlichen Stadtgemeinde. Die historischen Gotteshäuser der Stadt stammen aus dem 13. bis 15. Jahrhundert. Die schönste Kirche ist St. Mary aus spätnormannischer Zeit, die bereits einige frühgotische Elemente wie Spitzbögen aufweist und eine bemerkenswerte geschnitzte Decke besitzt. Die Häuser der Altstadt zeigen zumeist schlichten georgianischen Stil.

## Kultur
Kulturell war Haverfordwest immer eine englische Stadt. Aufgrund des Handels mit den bäuerlichen Erzeugern in der Region gab es aber doch einen bedeutenden Walisisch sprechenden Bevölkerungsanteil. Die Vorstadt Prendergast scheint als walisische Schlafstadt entstanden zu sein, in Zeiten, in denen der ganze landwirtschaftliche Handel in der Stadtgemeinde abgewickelt werden musste, Waliser sich aber nach Anbruch der Dunkelheit nicht mehr in der Stadt aufhalten durften.
Haverfordwest war Veranstalter des National Eisteddfod im Jahr 1972.
Waldo Williams, Pazifist und einer der bekanntesten Poeten walisischer Sprache des 20. Jahrhunderts, wurde in Haverfordwest geboren.
Die von Marjorie Wallace dokumentierte Geschichte der mutistischen Zwillinge June und Jennifer Gibbons erlangte internationales Interesse; die Zwillinge lebten in ihrer Kindheit hauptsächlich in Haverfordwest.
Haverfordwest unterhält seit 1989 eine Städtepartnerschaft mit Oberkirch.

## Söhne und Töchter der Stadt
- Sir Thomas Picton (1758–1815), britischer Armeegeneral, wurde in Haverfordwest geboren und fiel in der Schlacht bei Waterloo.
- William Gilbert Rees (1827–1898), Entdecker, er gilt als Gründer von Queenstown in Neuseeland.
- Ethelbert Edward Lort Phillips (1857–1943), Geschäftsmann, Hobby-Naturforscher und Lachsfischer
- Gwen John (1876–1939), Malerin
- Augustus John (1878–1961), Künstler
- Geraint Wyn Davies (* 1957), walisisch-kanadischer Schauspieler, wuchs in Haverfordwest auf, wo sein Vater Kirchenmann einer Freikirche war.
- Graham McPherson ("Suggs") (* 1961), der Lead Singer der Band Madness, ging von 1977 bis 1978 in Haverfordwest auf die Grammar School for Boys.
- Rhys Ifans (* 1967), der 1997 in der schwarzen Komödie Twin Town auftrat und Hugh Grants Untermieter in Notting Hill spielte, wurde in Haverfordwest geboren
- Gruff Rhys (* 1970), Sänger der Indie-Rock-Band Super Furry Animals, wurde hier geboren.
- Zoe Lyons (* 1971), Komödiantin und Stand-Up-Komikerin
- Christian Bale (* 1974), der Hauptrollen in Das Reich der Sonne und Batman (Batman Begins, The Dark Knight sowie The Dark Knight Rises) spielte, wurde 1974 in Haverfordwest geboren
- Mark Delaney (* 1976), Fußballspieler, wurde in Haverfordwest geboren.
- Picture Frame Seduction, eines der Pioniere des frühen Hardcore Punk Rock in Großbritannien, ging auf die örtliche, 1978 gegründete Sir Thomas Picton School.
- Simon Davies (* 1979), walisischer Fußballnationalspieler, wurde in Haverfordwest geboren.
- Jordan Hart (* 1995), polnisch-walisische Badmintonspielerin
- Angharad James-Turner (* 1994), Fußballspielerin